# 素烧鹅

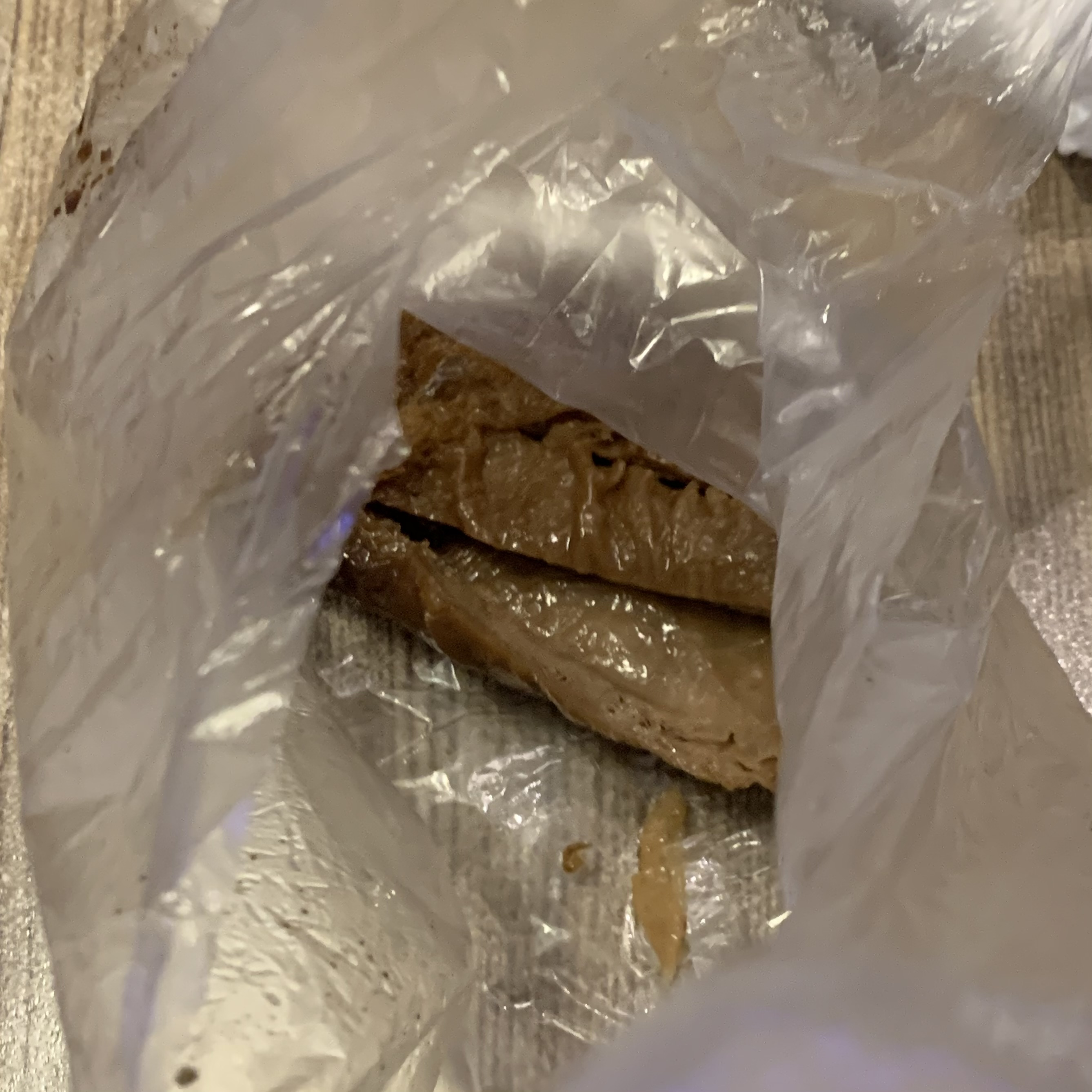
放在塑料袋中的素燒鵝。

素烧鹅是一道中国江南一带常见的菜品，因成品外观形似烧鹅而得名。素烧鹅的主要材料为新鲜豆腐皮，将卤过的豆腐皮卷起之后用油煎炸至表面蓬松，也可在豆腐皮卷中卷入其它菜品再煎炸。